# 래미안 첼리투스
래미안 첼리투스(영어: Raemian Cǽlĭtus)는 대한민국 서울특별시 용산구 이촌동에 위치한 마천루이자 아파트 단지이다. 삼익주택의 렉스맨션을 재건축한 단지로, 2011년 이후 재건축이 시작되어 2015년 7월에 완공되고 같은 해 8월 1일에 입주하였다. 3개 동으로 구성되어 있고 최고 56층, 최저 36층이다. 101동 56층 202m, 102동 42층 166m, 103동 36층 150m의 높이로, 지하 1층에서 3층에 위치한 지하주차장(주차대수 1,288대 (장애자주차 40대), 세대당 2.8대의 배치 가능), 난방방식은 지역난방과 열병합, 세대 수는 총 460세대, 입주민용 커뮤니티 시설인 "Club RAEMIAN" 1개 동으로 구성되어 있다. 현존하는 한강변 주거용 건축물 중 가장 높은 건축물로, 2023년 청량리역 롯데캐슬 SKY-L65가 완공되기 전까지 서울의 한강 이북 지역에서 가장 높은 마천루였다.

## 배경
1974년 3월에 분양 및 착공하여 1974년 11월에 완공 및 입주한 중저층 단지 렉스아파트(총 15층, 10개동)가 전신이다. 지어진지 37년 된 이촌동에 위치한 렉스맨션 아파트는 2011년까지 유지되었다.

## 역사
오세훈 현 서울시장이 수립한 한강 르네상스 프로젝트의 일환으로 이촌지구가 초고층 아파트 개발 대상지로 선정되었다. 2006년부터 재건축 계획이 있었으며, 2011년에 렉스아파트 전체가 철거된 후 재개발이 시작되었다. 같은 해 12월에 착공 당시 명칭은 이촌 렉스였는데 2014년에 래미안 첼리투스라는 명칭으로 변경하였고 스카이브릿지를 설치하였다. 40평형 460세대의 아파트를 50평형 460세대 아파트 세 동으로 재개발하였다. 2015년 7월에 완공하였고 2015년 8월 1일에 입주하였다.

## 경제

### 한강르네상스 사업
래미안 첼리투스의 전신인 렉스아파트가 위치해있던 이촌지구는 오세훈 전 서울시장의 한강 르네상스 프로젝트 정책에 따라 초고층 개발 지역으로 선정되었으며 아파트 층수를 50층에서 60층까지 허용했다. 오세훈 전 시장의 퇴임 후 박원순 현 서울시장이 취임하게 되어 기존의 한강 르네상스 프로젝트가 폐기됨에 따라, 가장 먼저 허가를 받은 렉스아파트만이 재건축되었고 초고층으로 개발된 처음이자 마지막 한강변 건축물이 되었다.
이후 한강변의 재건축 아파트는 37층의 반포 아크로리버파크와 같은 특별한 경우나 상업 시설이 포함된 준주거 용도의 주상복합 건물을 제외하곤 35층 이상으로 지을 수 없도록 제한되었다. 이 조례가 통과되기 전부터 시공되었기에 이 조례의 영향을 받지 않았고 56층까지 건설될 수 있었다.

### 일대일 재건축의 성공 사례
재건축 진행 방식 중 특이한 점이 있다면 바로 일대일 재건축을 선택한 단지라는 것이다. 보통 재건축 아파트의 경우 세대수를 늘림으로써 민간에게 증가한 분의 세대를 일반분양하여 기존 세대의 재건축으로 인한 추가분담금을 줄이는 방식을 택하는데, 래미안 첼리투스는 이런 방식을 택하지 않고 기존 세대수(460세대) 그대로 재건축하는 일대일 재건축 방식을 택했다. 이는 세대 수 증가 시 불가피한 여러 규제를 피하기 위한 선택이었다.
일대일 재건축을 선택하지 않을 경우 2~30평대의 중소형 평형을 반드시 포함해야 할 뿐 아니라, 공공임대 주택 건축 또한 불가피했기 때문이다. 과도한 추가분담금 논란이 있었으나 대부분 조합원의 의견이 높은 추가분담금을 감수하더라도 중대형 평형으로만 구성하고 공공임대 주택을 포함하지 않는 쪽으로 기울어졌으며, 그 결과 입주민들은 재건축 역사 상 최대의 추가분담금인 약 5억 5천만원을 세대 당 부담하게 되었다.
전 세대가 50평형대로 구성된 이유도 이 곳에서 찾을 수 있다. 일대일 재건축 시 재건축 전 기존 전용면적에서 일정한 범위 이상으로 면적을 확장하는 것이 제한되어 있기 때문이다. 재건축 전 평형이 40평형대의 모두 동일한 평형이었으므로 재건축 후 또한 50평형대의 모두 동일한 평형으로 구성되게 되었다.

## 시설

### 주요 시설

#### 스카이브릿지
각 주거동의 17층 커뮤니티 센터인 클럽 래미안 클라우드(Club RAEMIAN CLOUD)는 각 동을 이어주는 길이 43m의 철골구조물인 스카이브릿지로 연결되어 있으며, 이 브릿지를 설치해서 한강조망권의 특권을 한층 더 누릴 수 있도록 한 것이 큰 특징이다. 이 브릿지는 101동과 103동, 102동과 103동 사이에 설치되어 있다. 길이 43m, 무게 230t의 이 스카이브릿지는 양중 오일잭에 유압을 밀어넣어 올리는 리프트업 공법으로 시공되었으며, 이 공법은 과거 삼성물산이 세계 최고층 빌딩인 부르즈 할리파 꼭대기 첨탑 설치 작업에서 수행했던 기법과 같다. 이 스카이브릿지는 리히터 규모 6.5 수준의 지진에서도 충격을 완화할 수 있도록 설계되었다.

#### 커뮤니티 센터 클럽 래미안 클라우드
각 주거동의 17층 커뮤니티 센터인 클럽 래미안 클라우드(Club RAEMIAN CLOUD)에 조성된 입주민들을 위한 커뮤니티 시설이 설치되어 있다. 라커룸을 갖춘 101동에는 입주민용 카페와 피트니스 센터가, 102동에는 도서관, 회의실, 다목적실 및 게스트하우스가, 103동에는 골프 연습장, 스크린골프, 독서실이 설치되어 있다. 생활지원센터, 라운지카페, 북카페가 있으며 2016년 7월 모든 시설이 개장되어 운영되고 있다.

#### 클럽 래미안(Club RAEMIAN)
입주민용 커뮤니티 시설 1층인 "클럽 래미안" 별동 건물인 "클럽 래미안" 건물에는 남녀사우나, 수영장, 키즈룸, 시니어룸이 위치하고 있다. 남녀사우나는 1층 관리동에 있고 물놀이를 할 수 있는 수영장이 있고, 아이들이 놀 수 있는 키즈룸이 있고 시니어룸이 있다.

### 내부 시설
이 아파트는 101동 ~ 103동으로 구성되어 있다. 2층에서 16층과 18층에서 56층까지는 아파트로 구성되지만 저층부, 중층부, 고층부 아파트가 있다. 지하주차장은 총 1,288대(장애인용 40대)의 주차가 가능하고 세대당 2.8대의 주차가 가능하다.
| 층수                | 시설                          |
| ------------------- | ----------------------------- |
| 18층 ~ 56층         | 101동 아파트                  |
| 18층 ~ 42층         | 102동 아파트                  |
| 18층 ~ 36층         | 103동 아파트                  |
| 17층                | 스카이브릿지 및 커뮤니티 시설 |
| 2층 ~ 16층          | 아파트                        |
| 1층                 | 로비 및 커뮤니티 시설         |
| 지하 3층 ~ 지하 1층 | 지하주차장, 세대창고          |

## 수상작
- 2016년 - 한국건축문화대상 - 공동주거부문 본상 수상

## 대중문화

### 드라마
- MBC 드라마 - 캐리어를 끄는 여자 13회에 야경이 나온다.

### 영화
- 2017년 영화 - 아일라에 나온다.
- 2018년 영화 - 인랑에 나온다.

### 예능
- MBC 예능 - 어서와 한국은 처음이지에 서울 야경이 나온다.
- SBS 예능 - 미운 우리 새끼에 래미안 첼리투스가 나오고 윤정수가 사는 삼익반도아파트이 나온다.

## 갤러리

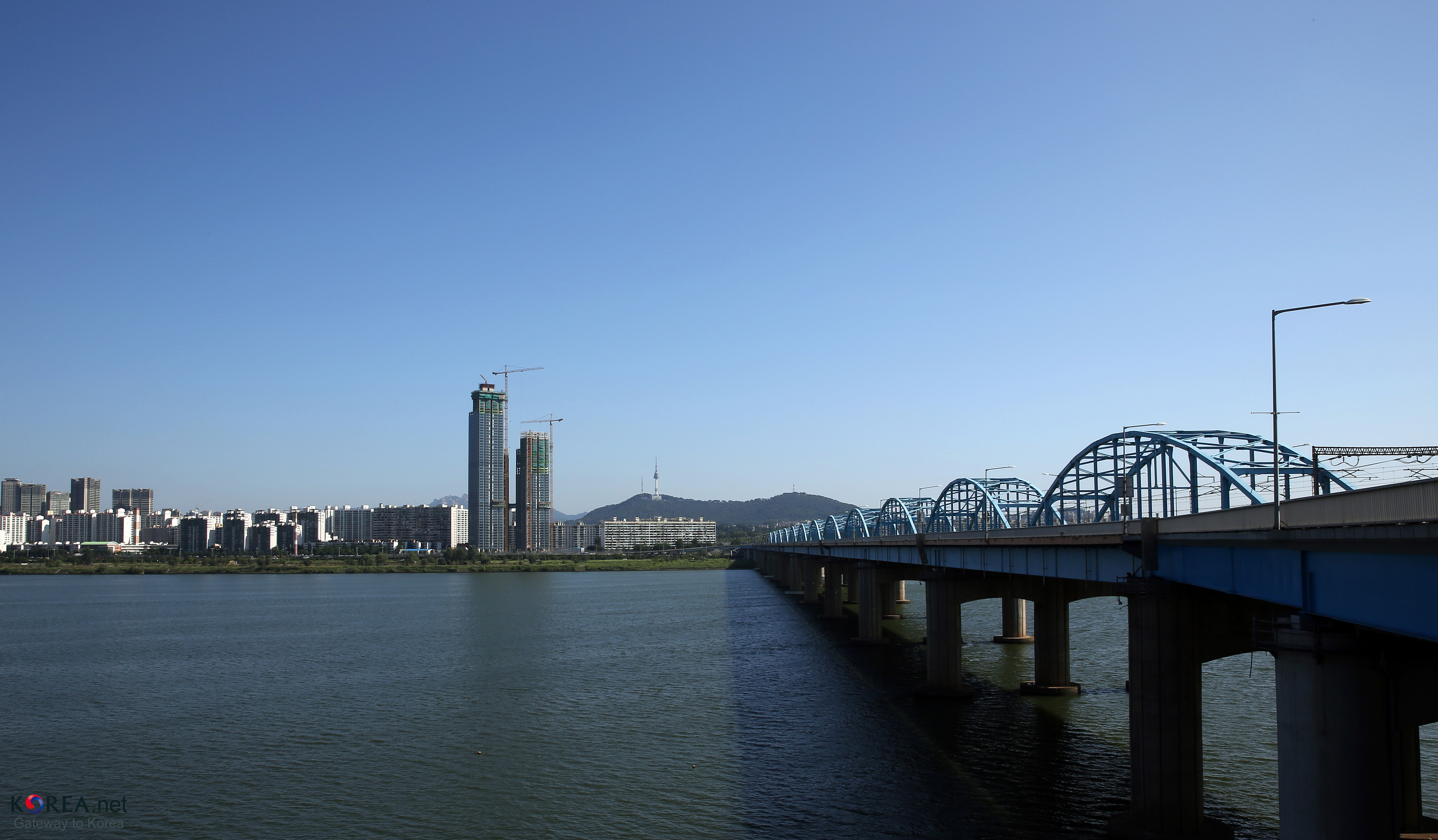
2014년 당시 공사중인 래미안 첼리투스.
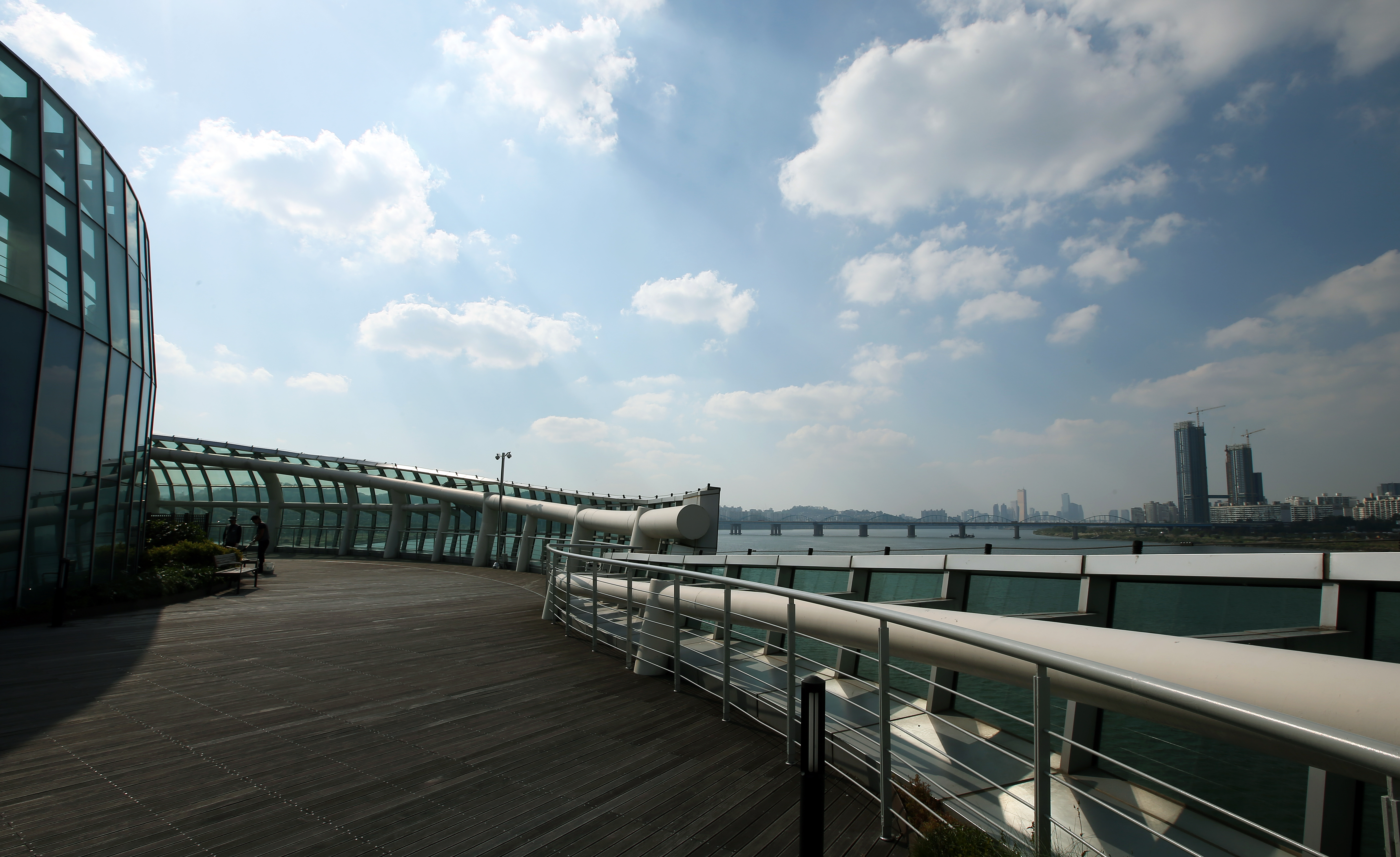
2014년 10월 15일 당시 공사중인 래미안 첼리투스.
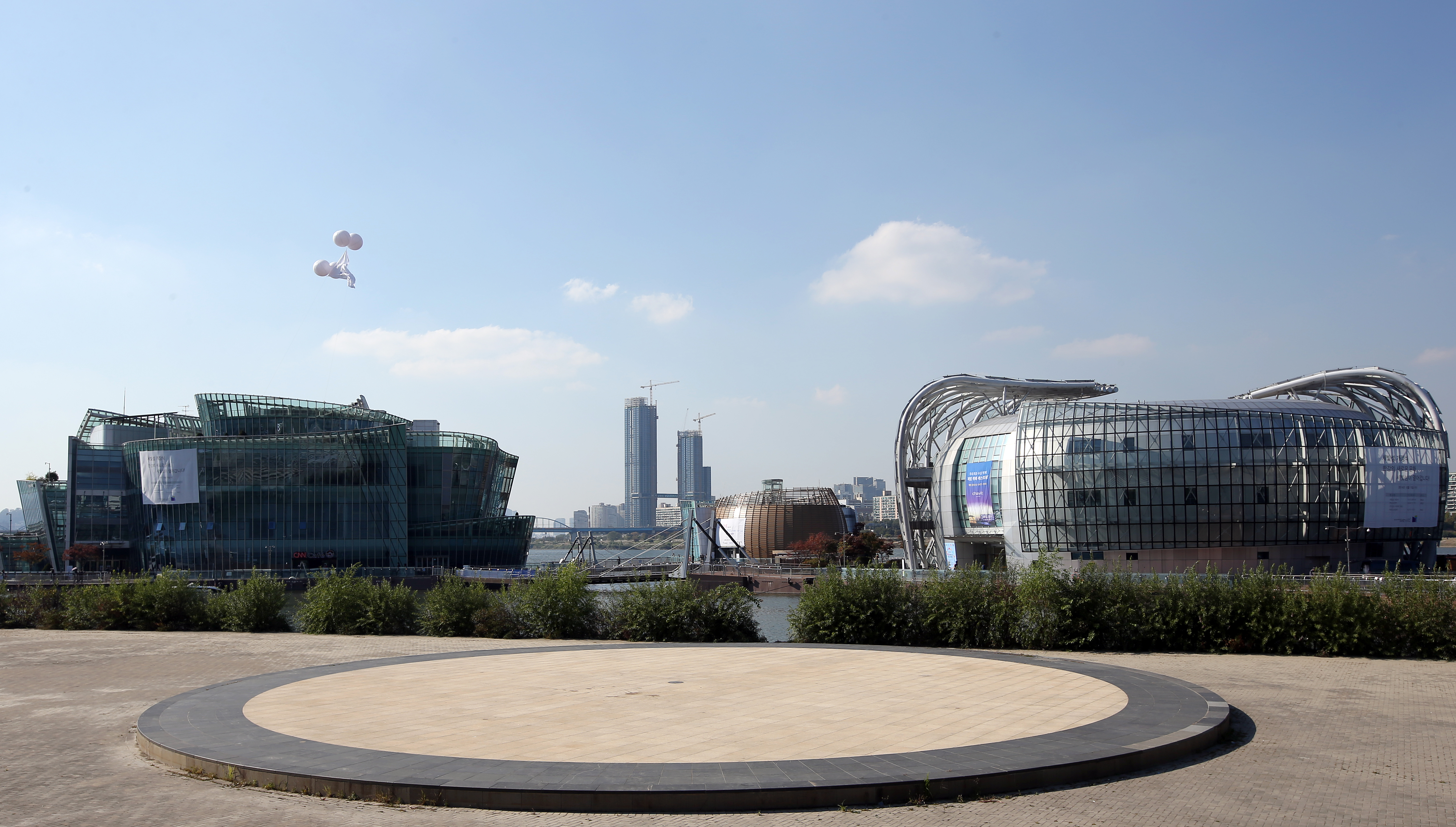
2014년 10월 15일 당시 공사중인 래미안 첼리투스.
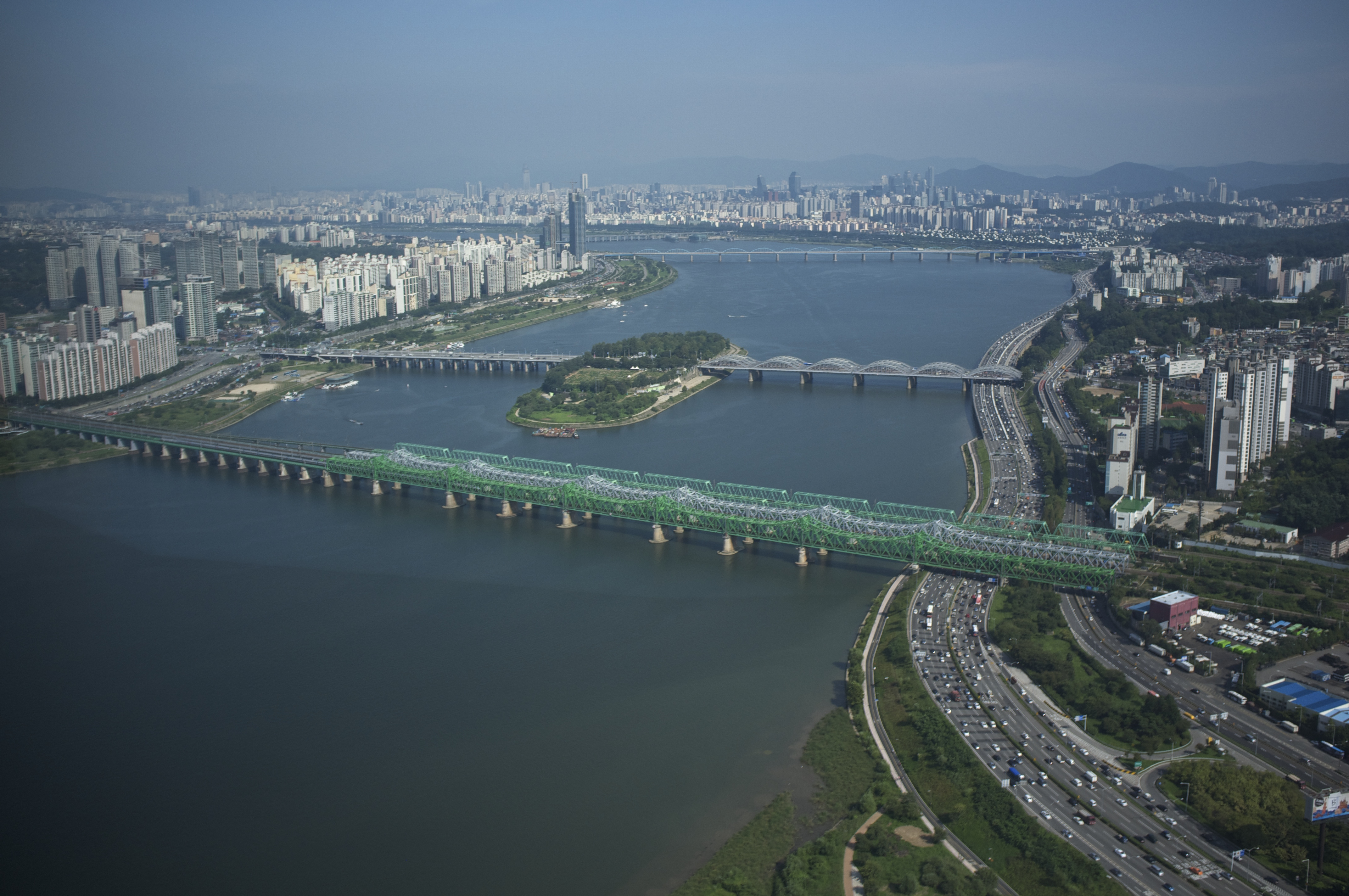
63빌딩에서 본 래미안 첼리투스. (1)
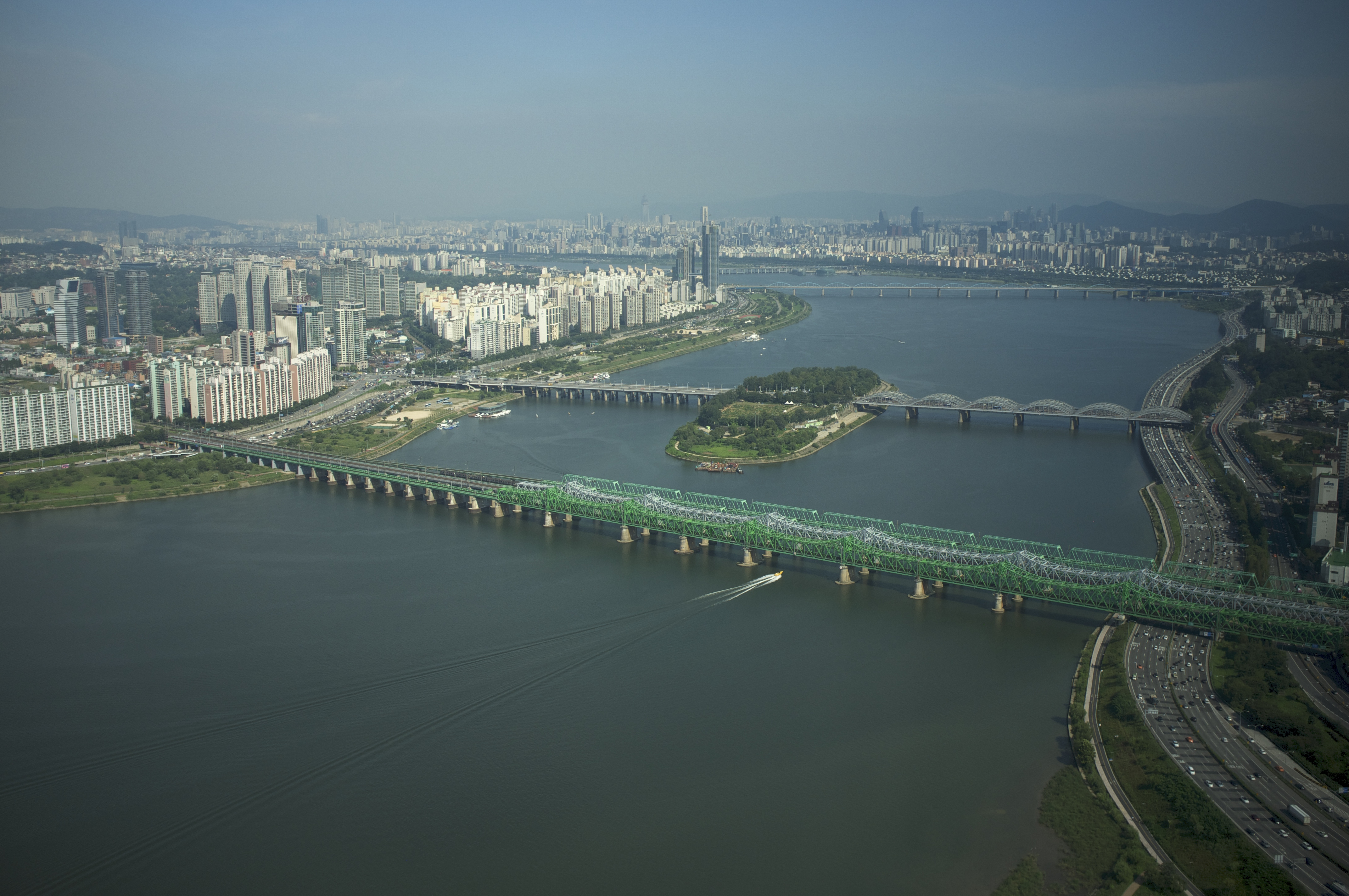
63빌딩에서 본 래미안 첼리투스. (2)
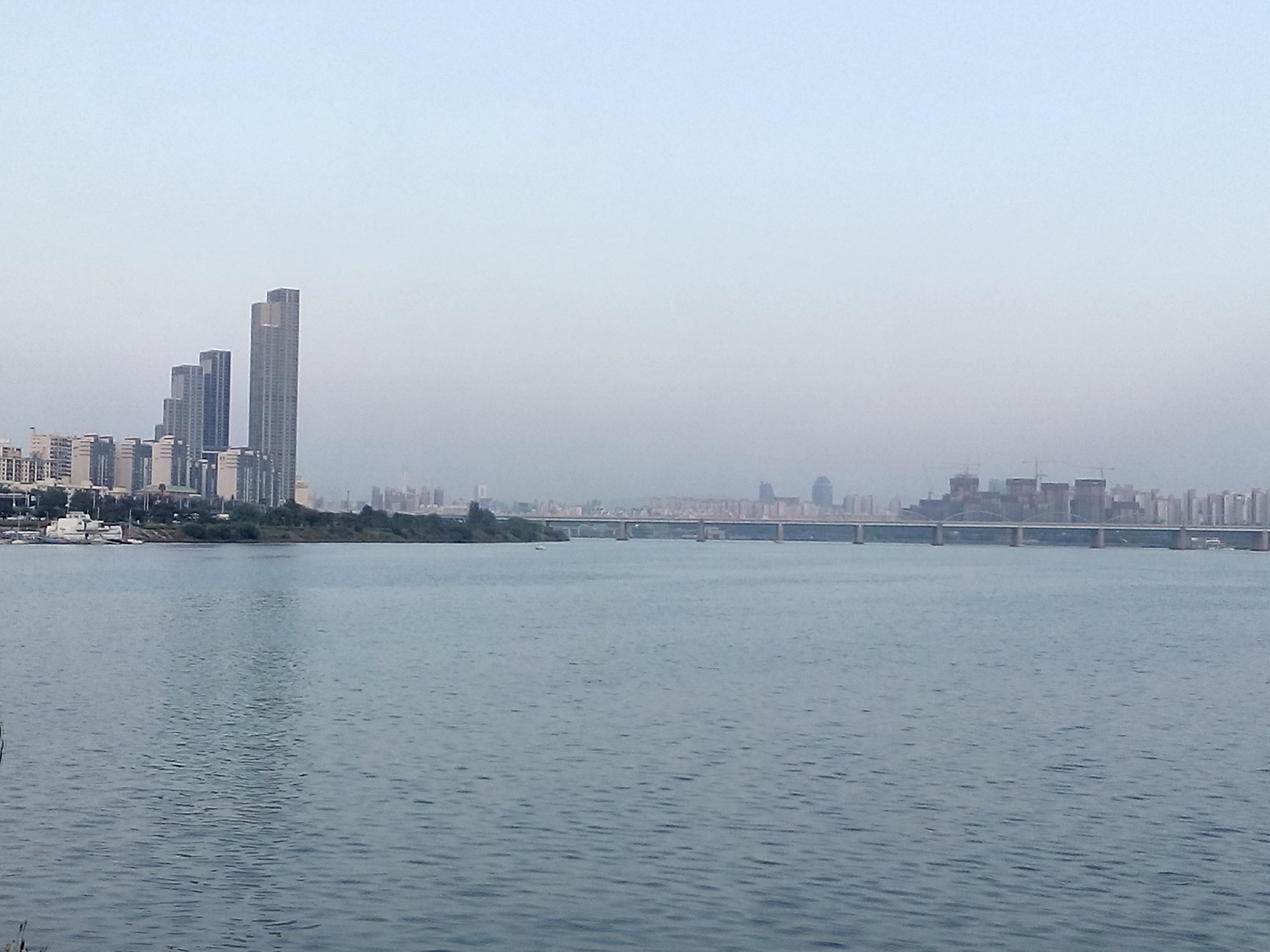
한강에서 본 래미안 첼리투스.
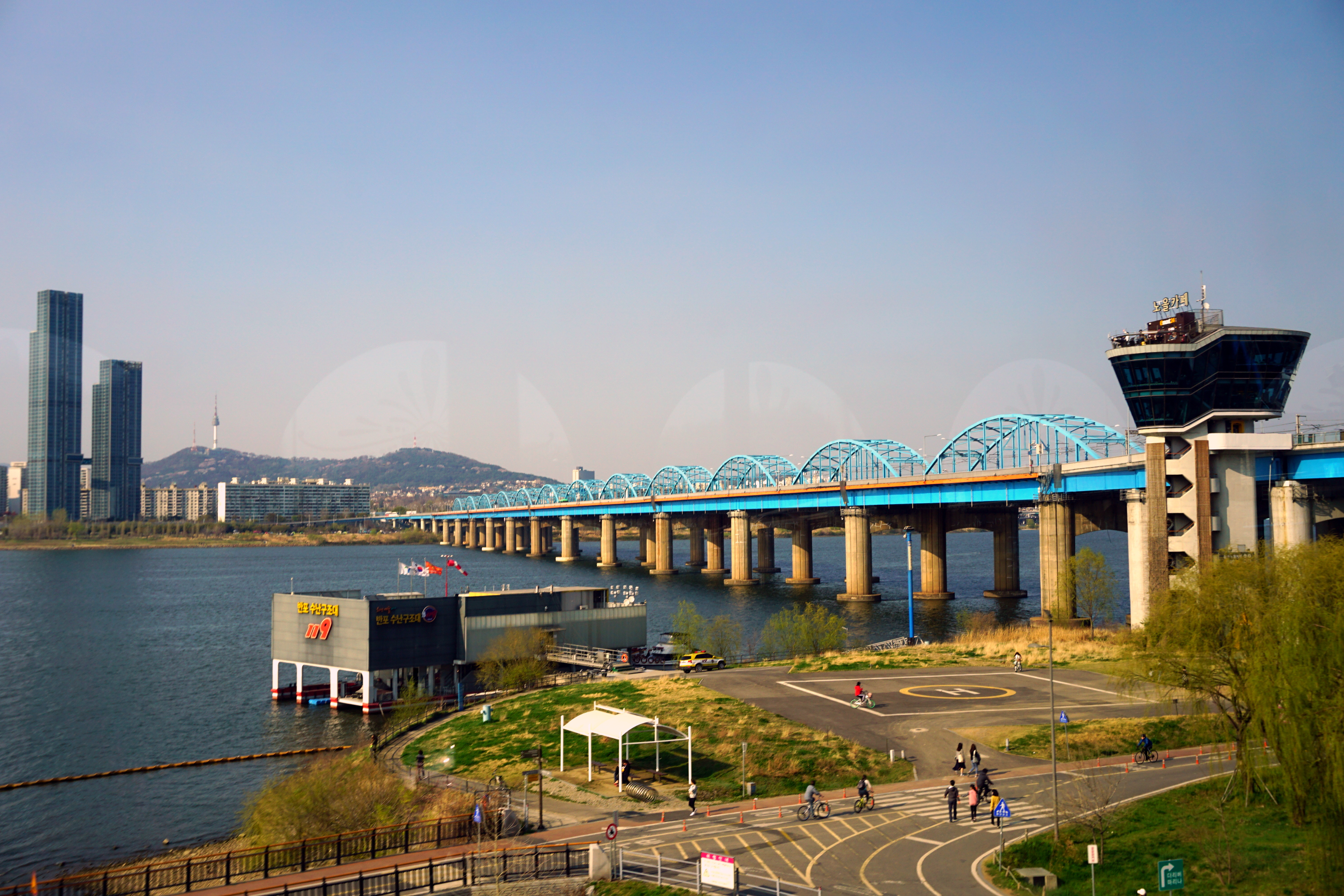
래미안 첼리투스와 동작대교의 모습.
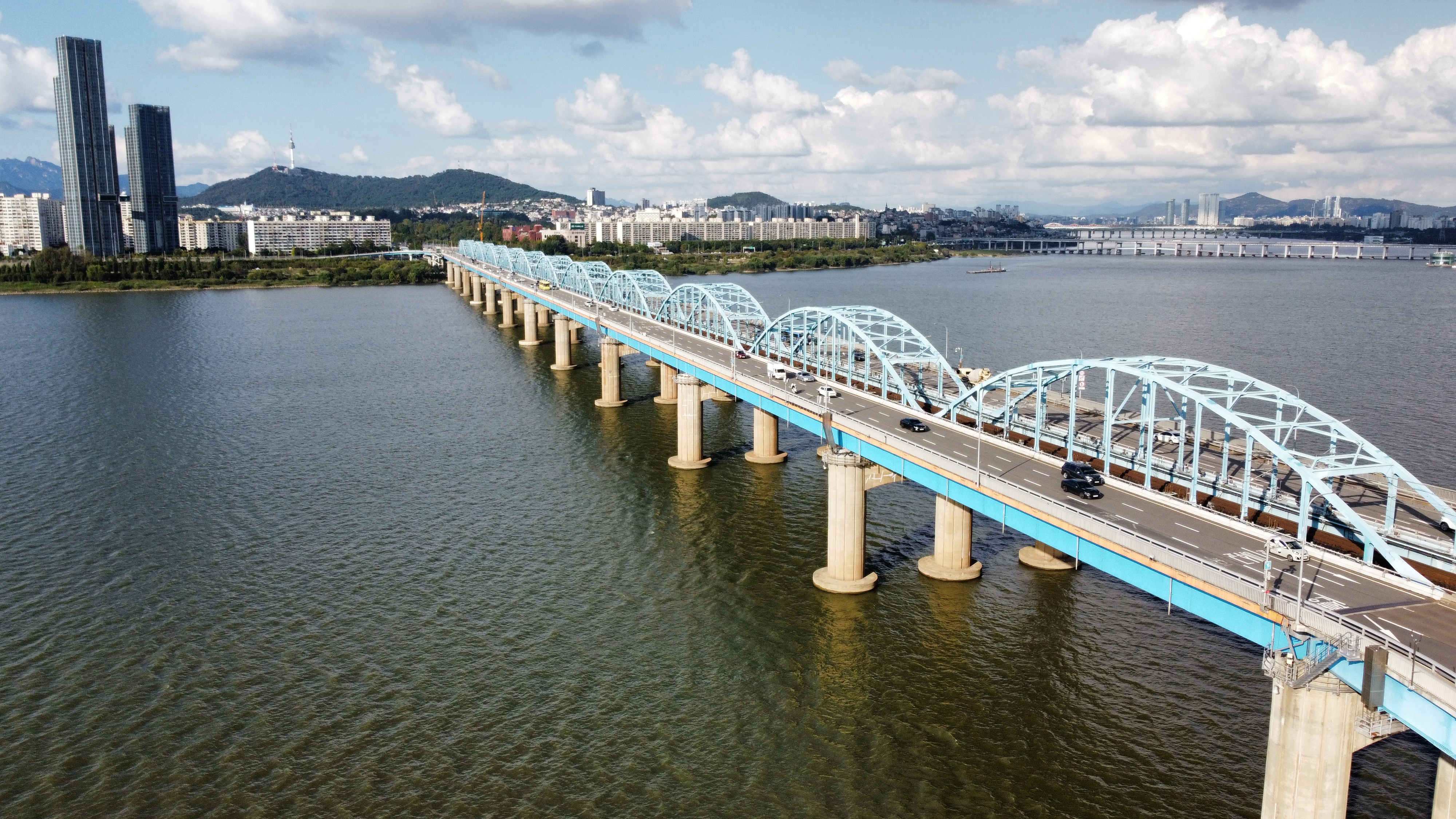
래미안 첼리투스.
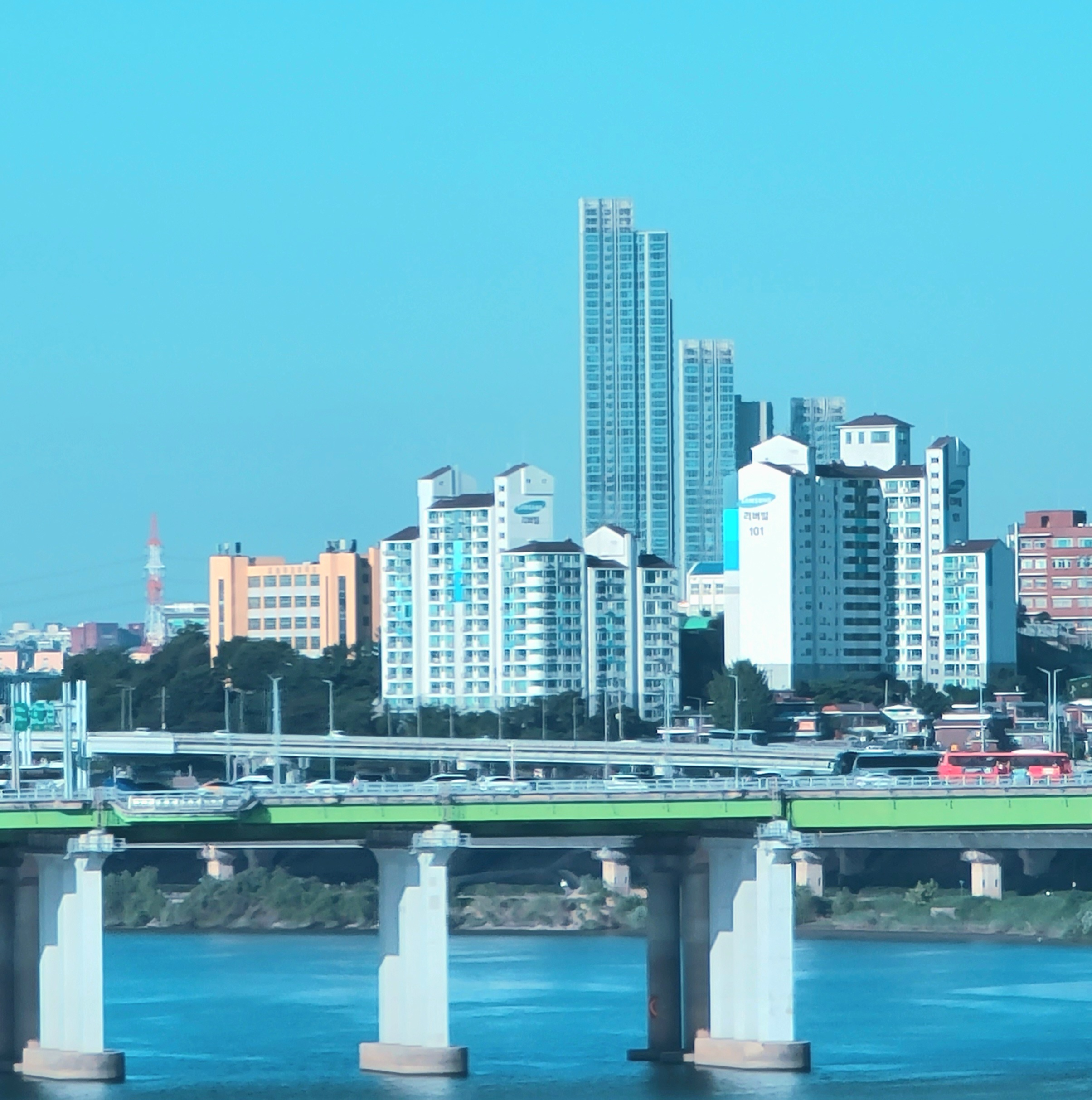
래미안 첼리투스와 한남대교.

## 교통

### 지하철
- ● 수도권 전철 4호선 및 ● 수도권 전철 경의·중앙선 - 이촌역
- ● 수도권 전철 경의·중앙선 - 서빙고역

### 도로
- 동작대교
- 강변북로
- 올림픽대로

## 같이 보기
- 대한민국의 마천루 목록
- 서울특별시의 마천루 목록
- 서울 용산구의 마천루 목록
- 한강 르네상스 프로젝트
- 래미안
- 오세훈